# Cristiana Cascioli
Cristiana Cascioli (Narni, 10 agosto 1975) è un'ex schermitrice e dirigente sportiva italiana, specializzata nella spada. Ha vinto una medaglia d'oro e uno di bronzo ai Campionati mondiali di scherma.
Il 19 gennaio 2025 viene eletta membro del Consiglio Federale della Federazione Italiana Scherma come rappresentante dei tecnici per il quadriennio 2025-2029.

## Palmarès

### Risultati élite
In carriera ha ottenuto i seguenti risultati:
Mondiali
Individuale
- Bronzo nella spada a L'Avana 2003

A squadre
- Oro nella spada ad Antalia 2009
- Bronzo nella spada a Nîmes 2001

Mondiali militari
Individuale
A squadre
- Oro nella spada a Grosseto 2005

Giochi mondiali militari
Individuale
A squadre
- Argento nella spada a Catania 2003

Europei
Individuale
A squadre
- Oro nella spada a Bolzano 1999
- Oro nella spada a Gand 2007
- Bronzo nella spada a Kiev 2008

Giochi del Mediterraneo
Individuale
- Oro nella spada a Tunisi 2001

Universiadi
Individuale
A squadre
- Bronzo nella spada a Fukuoka 1995

Campionati italiani
Individuale
- Oro nella spada a Firenze 1999
- Oro nella spada a Padova 2004
- Oro nella spada a Tivoli 2009

A squadre
- Bronzo nella spada a Conegliano Veneto 2002

- 2 medaglie d'oroa squadre  con la Società del Giardino di  Milano
- 5 medaglie d'oro a squadre con il Gruppo Sportivo Forestala

Ha partecipato alle Olimpiadi di Sydney 2000 (17^) e Atene 2004 (11^)

### Risultati giovani
Europei giovani
Individuale
- Bronzo nella spada a Cracovia 1994

A squadre